# 卞鼒
卞鼒（1872年—1908年6月13日），名章垿，字小吾，四川省江津县稿子乡龙井湾（在今重庆市江津区石蟆镇）人，清末革命家、报人。
卞鼒16岁时考取秀才。1902年至1904年间，在北京、上海与结交众多革命人士，与汪康年、马君武、谢无量、章士钊等都有来往。之后回到重庆，于1904年创办了《重庆日报》，也是重庆第一家日报。报纸揭露与抨击了清政府的恶行，从而遭到清廷的记恨。1905年4月被捕入狱，3年后在狱中被杀身亡。辛亥革命后，被追认为烈士。
另外，他还是东华火柴厂、东文学堂的创办人。

## 生平
卞鼒在兄弟五人中排行第三，其父卞元九望子成才，重金礼聘合江名儒胡耿堂居家设馆，教授经史之学。后来卞鼒进入白沙聚奎书院继续学习。
1888年（光绪十四年）中秀才，1897年父死，居家守孝，并遍求经世之书苦读，以求维新。由于清廷腐败，屡受列强侮辱，于是产生反清思想，想提倡蚕桑工业，以实业为基础，逐步发展。
1902年，卞鼒来到北京。清廷“非木偶即汉奸”“诸大老皆暮气已深”的现状更加坚定了他的革命志向，且提倡蚕桑工业不成，于是同年冬天转游上海，与《中外日报》记者汪康年、马君武、谢无量和革命党人章士钊、冯自由等人谈论革命之事，每周赴蔡元培、吴稚晖等组织的“爱国学社”听讲演，畅谈国事，无所畏惧。
当时“苏报案”发生，邹容、章太炎下狱，卞鼒三次前往狱中探视，与两人秘密商讨革命途径。他们认为北京、上海是清廷所重点关注的，应暂避锋芒。四川地处西陲，民气高，大有用武之地。
1903年夏，卞鼒返回四川，与渝中公强会的杨沧白、田心澄、董鸿词等组织“游想会”，每月农历初一、十五相约于重庆市郊议论时政，探索救国之道。卞鼒与兄弟商议变卖两房产业，得银六千余两，兄弟二人与胞侄卞孟英再赴上海。
1904年三四月，卞鼒秘密携带《革命军》《警世钟》《苏报案纪事》等革命书籍数百本返川。图中为防止搜查，邀请日本人竹川藤太郎同行。回到重庆后，他开社演说，借阐发黄宗羲的“天下之治不在一姓之兴亡，而在万民之忧乐”之说，宣传革命，并与杨沧白等商定计划。为筹集经费，卞鼒将手中财产投入，创办了近代企业东华火柴厂。八月，他创办的四川第一家日报——《重庆日报》在重庆创刊发行。
1905年被称为“渝中独一无二”的学堂“东文学堂”在重庆黄桷街正式开学。同年，卞鼒又创办了“女工讲习所”。
卞鼒主持《重庆日报》社务，常为其撰写评论。为了对付清廷的迫害，他让日本人竹川藤太郎担任社长以作掩护。报纸敢于揭露帝国主义的侵略和清政府的腐败，不断报道川人争取川汉铁路权力的消息，销量由创刊时的500多份增加到3000多份。
同年，《重庆日报》转载《苏报》文章《老妓颐和园之淫行》，四川总督锡良对此十分恼怒，密令川东道尹和重庆府尹取缔《重庆日报》，逮捕卞鼒，并指示不要引起外交纠纷和民愤。当时正值日俄战争爆发，各地日侨奉命回国服兵役，于是地方官吏重金贿赂日本驻重庆总领事命竹川回国。卞鼒的朋辈识破这一阴谋，劝卞鼒暂时回避，免遭毒手，妻子袁氏也劝他离开重庆。卞鼒认为，革命事业正蓬勃发展，不能一日中断，章太炎面对危险“能避不避”，邹容更是自愿投案，都是伟大的人物，自己更不应该此时畏惧，“苟不幸，上可以质皇天后土，下可以对四万万人民，亦无憾矣”。于是《重庆日报》照常出版，对清政府的抨击更加剧烈。
1905年5月，竹川回国，《重庆日报》及卞鼒失去了掩护。6月1日晨，卞鼒在赴女工讲习所途中被秘密逮捕，软禁于巴县衙门。10 余日后押往成都。同时《重庆日报》被查封，东文学堂等也因无人主持而停办。该事件被称为“重庆的《苏报》案” 。
卞鼒在成都待质所禁押3年，清官府既不审问，又不释放，更未得一合适罪名来处死卞鼒。后在护理四川总督赵尔丰的授意下，成都知府兼巡警道高增爵让狱吏威逼利诱同狱判处永远监禁的犯人王佑生在1908年6月13日夜用匕首将卞鼒杀死。次日，狱吏又将王毒死以灭口，扬言王是畏罪自杀。民众闻卞鼒死讯，无不愤慨。卞鼒亲属鸣冤叫屈，投诉于官府，只得到“正凶业已抵偿”的答复。8月，第十期《衡报》载《惨无天日之四川》一文，愤怒揭发清廷之罪行，指出：“此等官吏，亦世界所未有。”
辛亥革命成功后，中华民国成立。1912年经同盟会的熊克武提议，蜀军政府以卞鼒毁家革命，备历艰险，有功民国，追赠其为辛亥革命烈士。北伐之后，国民政府又明令卞鼒准予公葬。

## 备注
1. ↑  与今日的《重庆日报》并无历史渊源。